# Danh sách Hãn của Kim Trướng hãn quốc
Dưới đây là Danh sách đầy đủ các Hãn của Thanh Trướng hãn quốc, Bạch Trướng hãn quốc, Kim Trướng hãn quốc và Đại Trướng hãn quốc. Các Hãn của Thanh Trướng hãn quốc được liệt kê như là một thành phần chính của Kim Trướng hãn quốc mặc dù nhiều Hãn thời kỳ sau có nguồn gốc từ Bạch Trướng Hãn quốc.
| Kim Trướng hãn quốc (Hãn quốc Kipchak, Jochid Ulus) طلائی اردو خانان قپچاق قوم جوجی 1240 - 1459 |                                                |
| Hãn Bạt Đô باتو خان Hãn trên toàn lãnh thổ 1240 – 1255 | Hãn Oát Nhi Đáp اردو خان 1226 – 1251           |
| Hãn Tát Lý Đáp سارتوق خان Hãn trên toàn lãnh thổ 1255 – 1256 | Qun Quran قن قوران 1251 - 1280                 |
| Ô Lạt Hắc Xích اولاقچی خان Hãn trên toàn lãnh thổ 1257 |                                                |
| Biệt Nhi Ca برکہ خان Hãn trên toàn lãnh thổ 1257 – 1266 |                                                |
| Mang Ca Thiếp Mộc Nhi منکو تیمور Hãn trên toàn lãnh thổ 1266 – 1280 |                                                |
| Thoát Thoát Mông Ca ٹوڈا منکو Hãn trên toàn lãnh thổ 1280 – 1287 | Khoa Tề کوجو 1280 - 1302                       |
| Ngột Lạt Bất Hoa تالابغا Hãn trên toàn lãnh thổ 1287 – 1291 |                                                |
| Thoát Thoát تختا خان Hãn trên toàn lãnh thổ 1291 – 1312 | Bá Nhan بیان خان 1302 - 1309                   |
| Nguyệt Tức Biệt محمد ازبک خان Hãn trên toàn lãnh thổ 1313 – 1341 | Tát Tích Bất Hoa ساسیبوقا خان 1309/1310 - 1315 |
| | A Tất Tán ؟ 1310/15 - 1320                     |
| | Mặc Ba Lạc Hoa Giả مبارک خواجہ 1320 - 1344     |
| Địch Ni Biệt تینی بیگ Hãn trên toàn lãnh thổ 1341 – 1342 |                                                |
| Trát Ni Biệt جانی بیگ Hãn trên toàn lãnh thổ 1341 – 1357 | Chimtay چمٹائی 1344 - 1360                     |
| Biệt Nhi Địch Biệt بردی بیگ Hãn trên toàn lãnh thổ 1357 – 1359 |                                                |
| Hốt Lý Nạp قلپا خان Hãn trên toàn lãnh thổ 1359 – 1360 |                                                |
| Nạp Ngột Lỗ Tư نوروز بیگ Hãn trên toàn lãnh thổ 1360 – 1361 | Hãn Urus عروس خان 1361 – 1372                  |
| Hãn Khidr Khan ibn Sasibuqa خضر خان ابن ساسیبوقا خان 1361 – 1361 |                                                |
| Timur Khwaja ibn Khidr Khan تیمور خواجہ ابن خضر خان 1361 |                                                |
| Urdu Malik Shaykh اردو ملک شیخ 1361 |                                                |
| Kildibek ؟ 1361 |                                                |
| Hãn Murad مراد خان 1362 – 1364 |                                                |
| Hãn Amir Pulad ? Tiếm quyền 1364 – 1365 |                                                |
| Hãn Aziz عزیز خان 1365 – 1367 |                                                |
| Hãn Abdullah Khan ibn Uzbeg عبد اللہ خان ابن ازبک خان Là một Hãn bù nhìn dưới tay Mamai 1367 – 1368 Ở ngôi lần 1 |                                                |
| Hãn Hassan حسن خان Là một Hãn bù nhìn dưới tay Mamai 1368 – 1369 |                                                |
| Hãn Abdullah Khan ibn Uzbeg عبد اللہ خان ابن ازبک خان Là một Hãn bù nhìn dưới tay Mamai 1369 – 1370 Ở ngôi lần 2 |                                                |
| Jani Beg II جانی بیگ ثانی Là một Hãn bù nhìn dưới tay Mamai 1369 – 1370 |                                                |
| Muhammad Bolaq محمد بولاق Là một Hãn bù nhìn dưới tay Mamai và nhiếp chính của Tulun Beg Khanum 1370 – 1372 Ở ngôi lần 1 |                                                |
| Hãn Urus عروس خان 1372 – 1374 |                                                |
| Hajji Circassia حاجی چرکس Là một Hãn bù nhìn dưới tay Mamai 1374 – 1375 | Hãn Urus عروس خان 1374 – 1377                  |
| Muhammad Bolaq محمد بولاق Là một Hãn bù nhìn dưới tay Mamai 1375 Ở ngôi lần 2 |                                                |
| Ghiyath-ud-din Khaqan Beg Hãn Aybak غیاث الدین خاقان بیگ ، خان ایبک 1375 - 1377 |                                                |
| Arab Shah Muzaffar عرب شاہ مظفر Là một Hãn bù nhìn dưới tay Mamai 1377 – 1380 | Toqtaqiya توک تکیا 1377                        |
| | Timur-Malik تیمور ملک 1377 – 1378              |
| Tokhtamysh Khan تختامش خان Là Hãn 1378 – 1397 |                                                |
| Temur Qutlugh تیمور قتلغ ابن تیمور ملک Hãn trong liên minh với Edigu 1397 – 1399 |                                                |
| Shadi Beg شادی بیگ ابن تیمور ملک Hãn trong liên minh với Edigu 1399 - 1407 |                                                |
| Pulad Khan ibn Shadi Beg ? Hãn trong liên minh với Edigu 1407 - 1410 |                                                |
| Temur Khan ibn Temur Qutlugh تیمور خان ابن تیمور قتلغ Hãn trong liên minh với Edigu 1410 – 1412 |                                                |
| Jalal al-Din Khan ibn Tokhtamysh Sultan Xanh جلال الدین خان ابن تختامش 1411 – 1412 |                                                |
| Karim Berdi ibn Tokhtamysh کریم بردی ابن تختامش 1412 – 1414 |                                                |
| Kebek Khan ibn Tokhtamysh قبق خان ابن تختامش 1414 |                                                |
| Chokra Khan ibn Akmyl چکرہ خان ابن اکمل 'Hãn trong liên minh với Edigu 1414 – 1417 |                                                |
| Hãn Jabbar Berdi جبار بردی خان 1417 – 1419 |                                                |
| Hãn Dervish درویش خان Là Hãn bù nhìn của Edigu 1419 |                                                |
| Qadeer Berdi Khan ibn Tokhtamysh قدیر بردی خان ابن تختامش 1419 |                                                |
| Hajji Muhammad Khan ibn Oghlan Ali حاجی محمد خان ابن اغلان علی Là Hãn bù nhìn của Edigu 1419 |                                                |
| *Ulugh Muhammad الغ محمد 1419 – 1421 *Dawlat Berdi دولت بردی 1419 – 1421 |                                                |
| Baraq Khan bin Koirichak (Con trai ông, Hãn Janybek cùng với Hãn Kerey lập nên Hãn quốc Kazakh năm 1456) برا‍ق خان بن کویرچک 1421 – 1427 |                                                |
| Ulugh Muhammad (Thành lập Hãn quốc Kazan năm 1438) الغ محمد 1428 – 1433 |                                                |
| Syed Ahmed I سید احمد اول 1433 – 1435 |                                                |
| Küchük Muhammad کوچک محمد 1435 – 1459 |                                                |
| Kim Trướng hãn quốc bị chia cắt thành:- 1438, Hãn quốc Kazan dưới quyền của Ulugh Muhammad; 1441, Hãn quốc Krym dưới quyền của Hacı I Giray; Hãn quốc Qasim (1452). Số còn sót lại được biết đến như là Hãn quốc Đại Trướng, nằm ở giữa sông Dnepr và Yaik, kinh đô Sarai thường được dùng để đại diện cho sự hiện diện của Kim Trướng hãn quốc |                                                |
| Đại Trướng عظیم اردو 1459 - 1502 |                                                |
| Mahmud bin Küchük (Thành lập Hãn quốc Astrakhan năm 1466) محمود بن کوچک 1459 – 1465 |                                                |
| Hãn Akhmat احمد خان 1465 – 1481 |                                                |
| *Syed Ahmed II سید احمد ثانی 1481 *Sheikh Ahmed شیخ احمد 1481 |                                                |
| Hãn Murtada مرتضی خان 1481 – 1502 |                                                |
| Hãn quốc Đại Trướng sụp đổ và bị chia cắt thành nhiều Hãn quốc độc lập; 1466, Hãn quốc Astrakhan dưới quyền một người con của Kuchuk Muhammed tên là Mahmud bin Küchük; Hãn quốc Tyumen (1468, sau này được gọi là Hãn quốc Xibia). |                                                |